# رابرت اولن باتلر
رابرت اولن باتلر (به انگلیسی: Robert Olen Butler) آمریکایی و برنده جایزه پولیتزر برای داستان در سال ۱۹۹۳